# Glossopappus
Glossopappus é um género botânico pertencente à família Asteraceae.